# طواف أمريكا للدراجات 2008–09
طواف أمريكا للدراجات 2008–09 (بالإنجليزية: 2008–09 UCI America Tour)‏ هو الموسم 5 من طواف أمريكا للدراجات.

## السباقات
| طواف أمريكا للدراجات 2008–09 | طواف أمريكا للدراجات 2008–09 | طواف أمريكا للدراجات 2008–09 | طواف أمريكا للدراجات 2008–09                           | طواف أمريكا للدراجات 2008–09 | طواف أمريكا للدراجات 2008–09 | طواف أمريكا للدراجات 2008–09      | طواف أمريكا للدراجات 2008–09 |
| التاريخ                      | #                            | البلد                        | السباق                                                 | الفائز                       | الثاني                       | الثالث                            |                              |
| ---------------------------- | ---------------------------- | ---------------------------- | ------------------------------------------------------ | ---------------------------- | ---------------------------- | --------------------------------- | ---------------------------- |
| 05 – 15 أكتوبر 2008          | 1                            | فنزويلا                      | Clasico Ciclistico Banfoandes                          | خوسيه سيربا                  | كارلوس خوسيه أوتشوا          | رودولفو كاماتشو                   |                              |
| 06 – 12 أكتوبر 2008          | 2                            | المكسيك                      | Vuelta Chihuahua Internacional                         | فرانسيسكو مانسبو             | Gregorio Ladino ‏             | ايكر كامانو                       |                              |
| 20 أكتوبر – 01 نوفمبر 2008   | 3                            | غواتيمالا                    | فولتا غواتيمالا                                        | مانويل مدينا                 | جوني موراليس ‏                | Eduin Becerra ‏                    |                              |
| 02 – 09 نوفمبر 2008          | 4                            | بوليفيا                      | Vuelta a Bolivia                                       | فرناندو كامارغو              | Óscar Soliz ‏                 | ألفارو سييرا                      |                              |
| 22 – 30 نوفمبر 2008          | 5                            | الإكوادور                    | فويلتا الإكوادور                                       | بايرون غواما                 | ألفارو سييرا                 | Juan Carlos Montenegro Benavides ‏ |                              |
| 25 – 30 نوفمبر 2008          | 6                            | المكسيك                      | Vuelta Ciclista Chiapas                                | Gregorio Ladino ‏             | عمر ثيربانتس ‏                | كارلوس لوبيز ‏                     |                              |
| 14 – 28 ديسمبر 2008          | 7                            | كوستاريكا                    | فولتا كوستاريكا                                        | Gregory Brenes ‏              | خوسيه أدريان بونيلا          | أرنولد ألكوليا                    |                              |
| 06 – 17 يناير 2009           | 8                            | فنزويلا                      | فولتا تاشيرا                                           | رونالد غونزاليس              | توماس غيل                    | جوناثان مونسالف                   |                              |
| 16 – 17 يناير 2009           | 9                            | الأرجنتين                    | Giro del Sol San Juan                                  | Emanuel Saldaño ‏             | كلاوديو فلوريس ‏              | Jorge Giacinti ‏                   |                              |
| 19 – 25 يناير 2009           | 10                           | الأرجنتين                    | طواف سان لويس                                          | Alfredo Lucero ‏              | Jorge Giacinti ‏              | خوسيه سيربا                       |                              |
| 10 – 22 فبراير 2009          | 11                           | كوبا                         | Vuelta a Cuba                                          | أرنولد ألكوليا               | François Parisien ‏           | مانويل مدينا                      |                              |
| 14 – 22 فبراير 2009          | 12                           | الولايات المتحدة             | طواف كاليفورنيا                                        | ليفي ليفيمير                 | ديفيد زابريسكي               | مايكل روجرز                       |                              |
| 22 فبراير – 01 مارس 2009     | 13                           | جمهورية الدومينيكان          | Vuelta a la Independencia Nacional                     | لويس فرناندو سيبولفيدا       | ويندي كروز                   | Rafael Merán ‏                     |                              |
| 24 فبراير – 01 مارس 2009     | 14                           | الأوروغواي                   | Rutas de América                                       | Hernán Cline ‏                | Ramiro Cabrera ‏              | دانييل فوينتيس ‏                   |                              |
| 01 – 08 مارس 2009            | 15                           | المكسيك                      | Vuelta Mexico Telmex                                   | جاكسون رودريغيز              | كارلوس لوبيز ‏                | David Vitoria ‏                    |                              |
| 26 – 29 مارس 2009            | 16                           | البرازيل                     | Volta Ciclística Internacional do Rio Grande do Sul    | Ramiro Cabrera ‏              | لوسيو فلافيو دوس سانتوس ‏     | Eduardo Henrique Pinheiro ‏        |                              |
| 03 – 12 أبريل 2009           | 17                           | الأوروغواي                   | Vuelta del Uruguay                                     | Scott Zwizanski ‏             | Ricardo Guedes ‏              | Richard Mascarañas ‏               |                              |
| 22 – 26 أبريل 2009           | 18                           | البرازيل                     | Tour de Santa Catarina                                 | دوغلاس بوينو ‏                | أنطونيو ناسيمنتو             | Otávio Bulgarelli ‏                |                              |
| 13 – 17 مايو 2009            | 19                           | بوليفيا                      | Doble Sucre Potosí GP Cemento Fancesa                  | كولومبيا                     | Gregorio Ladino ‏             | Víctor Niño ‏                      |                              |
| 31 مايو                      | 20                           | الولايات المتحدة             | Crystal Cup                                            | شون ميلن                     | Charles Dionne (cyclist) ‏    | Scott Zwizanski ‏                  |                              |
| 03 – 07 يونيو 2009           | 21                           | البرازيل                     | Volta Ciclística Internacional do Paraná               | Raul Cançado ‏                | Eduardo Sales ‏               | Marcos Novello ‏                   |                              |
| 04 – 07 يونيو 2009           | 22                           | كندا                         | Coupe des nations Ville Saguenay                       | جون ليجراند بون              | Nico Keinath ‏                | سيرجيو هيناو                      |                              |
| 06 – 21 يونيو 2009           | 23                           | كولومبيا                     | فولتا كولومبيا                                         | José Rujano ‏                 | Freddy Montaña ‏              | سيزار سالازار                     |                              |
| 7 يونيو                      | 24                           | الولايات المتحدة             | Philadelphia International Championship                | أندريه جريبيل                | جريج هندرسون                 | Kirk O'Bee ‏                       |                              |
| 09 – 14 يونيو 2009           | 25                           | كندا                         | Tour de Beauce                                         | Scott Zwizanski ‏             | سيرجيو هيناو                 | داروين أتابوما                    |                              |
| 24 يونيو – 05 يوليو 2009     | 26                           | فنزويلا                      | فويلتا فنزويلا                                         | José Rujano ‏                 | سيزار سالازار                | خوسيه شاكون دياز                  |                              |
| 04 – 12 يوليو 2009           | 27                           | فرنسا                        | Tour de Martinica                                      | فرنسا                        | فرنسا                        | فرنسا                             |                              |
| 9 يوليو                      | 28                           | البرازيل                     | Prova Ciclística 9 de Julho                            | Bruno Tabanez ‏               | Jean Carlo Coloca ‏           | Francisco Chamorro ‏               |                              |
| 23 يوليو                     | 29                           | المكسيك                      | Elite Road PanAmerican Championships ITT               | خوان كارلوس لوبيز ‏           | Gregory Brenes ‏              | Matías Médici ‏                    |                              |
| 24 يوليو                     | 30                           | المكسيك                      | Elite Road PanAmerican Championships RR                | Gregorio Ladino ‏             | Juan Pablo Villegas ‏         | Cayetano Sarmiento ‏               |                              |
| 07 – 09 أغسطس 2009           | 31                           | البرازيل                     | Tour do Rio                                            | Breno Sidoti ‏                | ريناتو رويز ‏                 | لويس مانسيلا                      |                              |
| 07 – 16 أغسطس 2009           | 32                           | فرنسا                        | سباق جوادلوب                                           | نيكولا دومون ‏                | Miguel Ubeto ‏                | إدوين سانشيز                      |                              |
| 23 – 30 أغسطس 2009           | 33                           | البرازيل                     | Volta de Ciclismo Internacional do Estado de São Paulo | سيرجيو ريبيرو ‏               | برونو بيريس                  | Magno Nazaret ‏                    |                              |
| 07 – 13 سبتمبر 2009          | 34                           | الولايات المتحدة             | طواف ميزوري                                            | ديفيد زابريسكي               | غوستاف لارسون                | ماركو بينوتي                      |                              |
| 11 سبتمبر                    | 35                           | الولايات المتحدة             | Univest Grand Prix                                     | Volodymyr Starchyk ‏          | Philipp Mamos ‏               | Patrik Stenberg ‏                  |                              |

## وصلات خارجية
- الموقع الرسمي